# Філософія об'єднання
Філософія Об'єднання (англ. Unification Thought, кор. 통일사상, Тхон'іль сасан) — філософська система, розроблена на основі вчення засновника Руху Об'єднання Мун Сон Мьона. Вона була систематизована його учнем, доктором Лі Сан Хоном, і вперше опублікована в 1973 році. Філософія Об'єднання, також відома як «Божизм» (Godism) або «Філософія Головного Крила» (Head-Wing Thought), має на меті запропонувати богоцентричний світогляд як альтернативу існуючим ідеологіям, зокрема матеріалізму та екзистенціалізму, а також подолати протистояння між правими та лівими політичними течіями. 
Основна мета цієї філософії — дати відповіді на фундаментальні питання життя та всесвіту, запропонувавши цілісну систему, що охоплює онтологію, епістемологію, аксіологію, етику, теорію мистецтва та історію. Центральне місце у філософії посідає критика діалектичного матеріалізму, якому вона протиставляє власні закони розвитку, засновані на гармонійній взаємодії, а не на боротьбі.

## Історія створення
Витоки Філософії Об'єднання лежать у вченні Мун Сон Мьона, яке він почав викладати після Другої світової війни. За його словами, в основі його думок лежить одкровення, отримане від Бога. Відчуваючи необхідність дати світові нову, богоцентричну ідеологію, здатну подолати комунізм та інші конфліктні світогляди, Мун доручив своєму учневі, доктору Лі Сан Хону, який мав глибокі знання як у східній, так і в західній філософії, систематизувати його думки у вигляді цілісної філософської доктрини.
Робота над систематизацією тривала багато років у тісній співпраці з Муном. Результатом стала книга «Основи філософії об'єднання», яка була покликана стати інтелектуальною основою для членів Руху Об'єднання та запропонувати світові альтернативний шлях розвитку. Назва «Філософія головного крила» підкреслює ідею про те, що ця філософія прагне об'єднати позитивні аспекти ідеологій «лівого крила» (турбота про рівність) і «правого крила» (цінність свободи), долаючи їхні недоліки (матеріалізм та егоїзм відповідно) через спільну вищу мету.

## Основні положення
Філософія Об'єднання побудована навколо кількох ключових теорій, які логічно випливають одна з одної, починаючи з природи Бога і закінчуючи розумінням історії людства.

### Теорія Первісного Образу
Це фундаментальна частина філософії, що описує природу Бога. Згідно з цією теорією, Бог є Первісною Істотою, яка має дуальні властивості:
- Сонсан (внутрішня природа) і хьонсан (зовнішня форма). Сонсан — це аспекти свідомості, інтелекту, волі та емоцій. Хьонсан — це аспект енергії та матерії, що лежить в основі фізичного світу.
- Янсон (чоловіче начало) і имсон (жіноче начало). Це універсальні властивості, що виражають активність і пасивність, центральність і периферійність.
- Шімджон (Серце). Це найважливіша риса Бога, яка визначається як «нестримний емоційний потяг до радості через любов». Саме Шімджон є джерелом творіння і любові.
- Логос. Це сформований у душі Бога Закон, який поєднує в собі розум і принципи. Це свого роду внутрішній план, креслення, за яким було створено Всесвіт.[4]

### Онтологія: дія віддавання-приймання
Онтологія Об'єднання пояснює, що весь світ існує і розвивається завдяки «дії віддавання та приймання» (англ. give and receive action). Це універсальний закон, згідно з яким два елементи (суб'єкт і об'єкт) вступають у гармонійну взаємодію, зосереджену на спільній меті. Ця дія породжує:
- Чотирьохпозиційну основу: стабільну структуру, що складається з Бога (центр), суб'єкта, об'єкта та їхньої єдності.
- Взаємопов'язане тіло: кожен предмет у світі є «взаємопов'язаним тілом», що має подвійну мету — загальну (для цілого) та індивідуальну (для себе).

Цей принцип протиставляється діалектичній боротьбі протилежностей, стверджуючи, що розвиток є результатом співпраці, а не конфлікту.

### Аксіологія та Етика
Теорія цінностей (аксіологія) стверджує, що такі абсолютні цінності, як істина, добро і краса, є об'єктивними, оскільки вони реалізуються, коли об'єкт відповідає меті творення, закладеній Богом. Етика Об'єднання ґрунтується на реалізації любові в сім'ї та суспільстві через дотримання природного порядку, закладеного в «дії віддавання та приймання».

### Теорія історії
Історія людства розглядається як процес відновлення. Первісний ідеал, який Бог хотів реалізувати через Адама і Єву, був утрачений через гріхопадіння. Відтоді історія є провіденційною боротьбою між силами добра і зла з метою відновлення первісного стану — Царства Божого на землі, де людство живе як одна родина під опікою Бога.

## Критика діалектичного матеріалізму
Однією з головних цілей Філософії Об'єднання є надання логічної та світоглядної відповіді комуністичній ідеології. Вона системно критикує три основні закони діалектичного матеріалізму, пропонуючи свої альтернативи:
| Закон діалектичного матеріалізму         | Альтернативний закон у Філософії Об'єднання       | Пояснення |
| ---------------------------------------- | ------------------------------------------------- | --- |
| Закон єдності та боротьби протилежностей | Закон дії віддавання та приймання між корелятами  | Розвиток відбувається не через боротьбу, що веде до руйнування, а через гармонійну взаємодію суб'єкта та об'єкта, зосереджених на спільній меті. |
| Закон переходу кількісних змін у якісні  | Закон збалансованого розвитку якості та кількості | Якість і кількість не переходять одна в одну, а розвиваються одночасно, поступово і взаємопов'язано, подібно до сонсан і хьонсан.                |
| Закон заперечення заперечення            | Закон позитивного розвитку через циклічність      | Розвиток — це не процес заперечення, а позитивний циклічний або спіральний рух, що веде до реалізації вищої мети.                                |

## Відгуки та критика
Філософія Об'єднання отримала неоднозначну оцінку. З одного боку, вона привернула увагу деяких науковців своєю систематичністю, з іншого — зазнала значної критики з богословських та філософських позицій.

### Позитивна оцінка
Одним із відомих прихильників діалогу з Рухом Об'єднання був американський рабин і богослов Річард Рубінштейн (Richard L. Rubenstein), відомий своїми працями з теології після Голокосту. Рубінштейн входив до консультативної ради Руху та захищав його від звинувачень у сектантстві. Він високо цінував антикомуністичну спрямованість вчення Мун Сон Мьона, вбачаючи в ній важливу ідеологічну противагу тоталітаризму. Завдяки своєму академічному авторитету, Рубінштейн сприяв легітимізації Руху Об'єднання в очах інтелектуальної спільноти, наполягаючи на необхідності серйозного ставлення до нових релігійних рухів.

### Критика
Критика Філософії Об'єднання надходить переважно з двох джерел. По-перше, християнські богослови здебільшого відкидають її як синкретичне вчення, несумісне з основними догматами християнства. Об'єктами критики є христологія (яка применшує унікальність Ісуса Христа і стверджує про невдачу його місії), вчення про Трійцю (яке переосмислюється як союз Бога, досконалого чоловіка та досконалої жінки) та сотеріологія (вчення про спасіння). Національна рада церков США ще в 1977 році охарактеризувала теологію Об'єднання як таку, що не відповідає християнській вірі.
По-друге, з боку академічних філософів, зокрема й тих, що працюють у рамках самого Руху, лунають зауваження щодо її методології. Деякі дослідники вказують на схильність системи до кругової аргументації (наприклад, коли атрибути Бога виводяться зі спостереження за творінням, а потім цими ж атрибутами пояснюється творіння). Також відзначається, що Філософія Об'єднання, претендуючи на всеохопність, має певні прогалини, наприклад, відсутність чітко розробленої теорії еволюції, що може перешкоджати її ширшому визнанню в науковому світі. Крім того, їй досі бракує політичної доктрини та власної теорії права, тож питання влади й справедливості залишаються недоопрацьованими.

## Мета та застосування
Філософія Об'єднання ставить перед собою практичну мету: об'єднати розділені релігії, ідеології та нації шляхом встановлення спільного богоцентричного світогляду. Вона використовується як освітня система в рамках Руху Об'єднання для виховання лідерів, здатних вирішувати світові конфлікти та сприяти побудові світу, заснованого на «взаємозалежності, спільному процвітанні та універсальних цінностях».